# Orthochtha elegans
Orthochtha elegans är en insektsart som beskrevs av Popov, G.B. och Fishpool 1992. Orthochtha elegans ingår i släktet Orthochtha och familjen gräshoppor. Inga underarter finns listade i Catalogue of Life.